# Sandudd

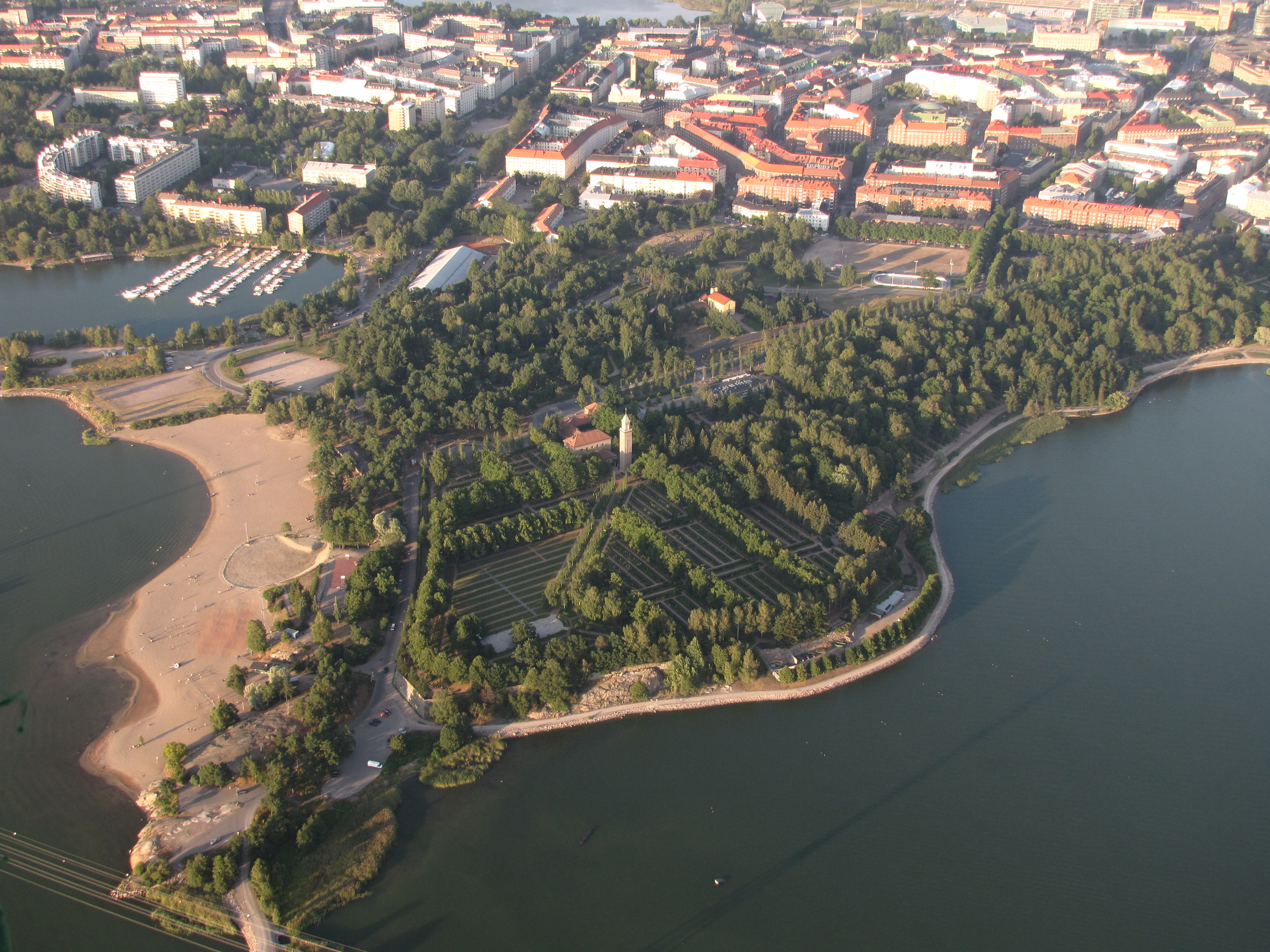
Sandudd från luften, 2010

Sandudd [-údd] (finska: Hietaniemi) är en sandig udde med en känd begravningsplats i stadsdelen Främre Tölö i Helsingfors stad. På norra sidan finns Edesviken, på den södra Lappviken och på den västra finns Fölisöfjärden. På Sandudd finns Helsingfors populäraste badplats  Sandstrand (på finska: Hietaranta), populärt Hietsu.

## Sandudds begravningsplats
Sandudds begravningsplats är ett stort begravningsplatsområde som täcker största delen av udden ända fram till Mechelingatan. Till begravningsplatsen hör flera andra delar förutom den lutherska begravningsplatsen: Helsingfors ortodoxa begravningsplats, Helsingfors islamiska begravningsplats, Helsingfors judiska begravningsplats och S:t Nikolaus församlings begravningsplats. Begravningsplatsen grundades år 1829 och många kända finländska samhällspåverkare och konstnärer samt flertalet av republikens presidenter - förutom Pehr Evind Svinhufvud i hemorten Luumäki och Kyösti Kallio i hemorten Nivala - ligger begravda där. Begravningsplatsen är ett populärt turistmål.

## Bildgalleri

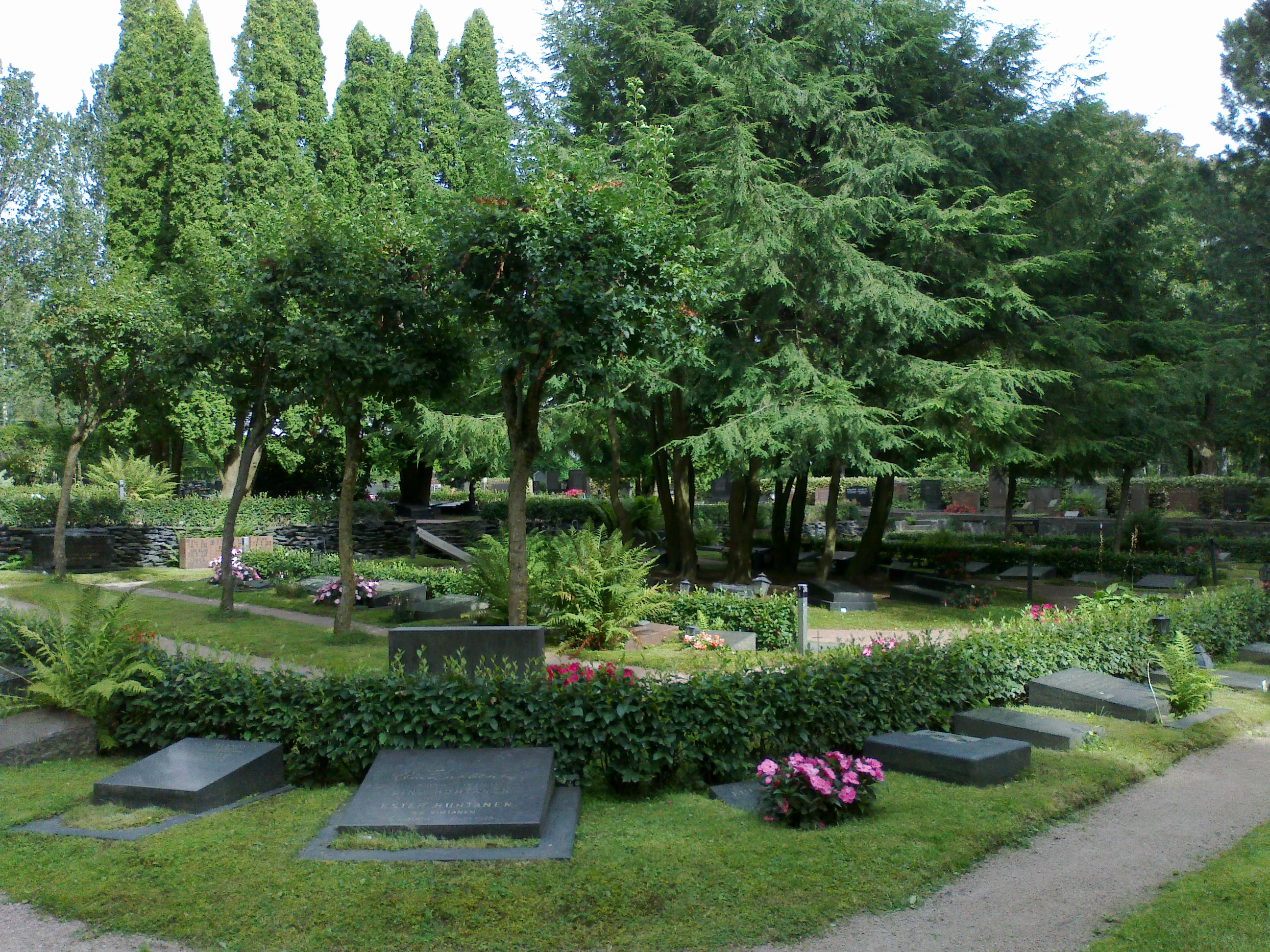
Sandudds begravningsplats
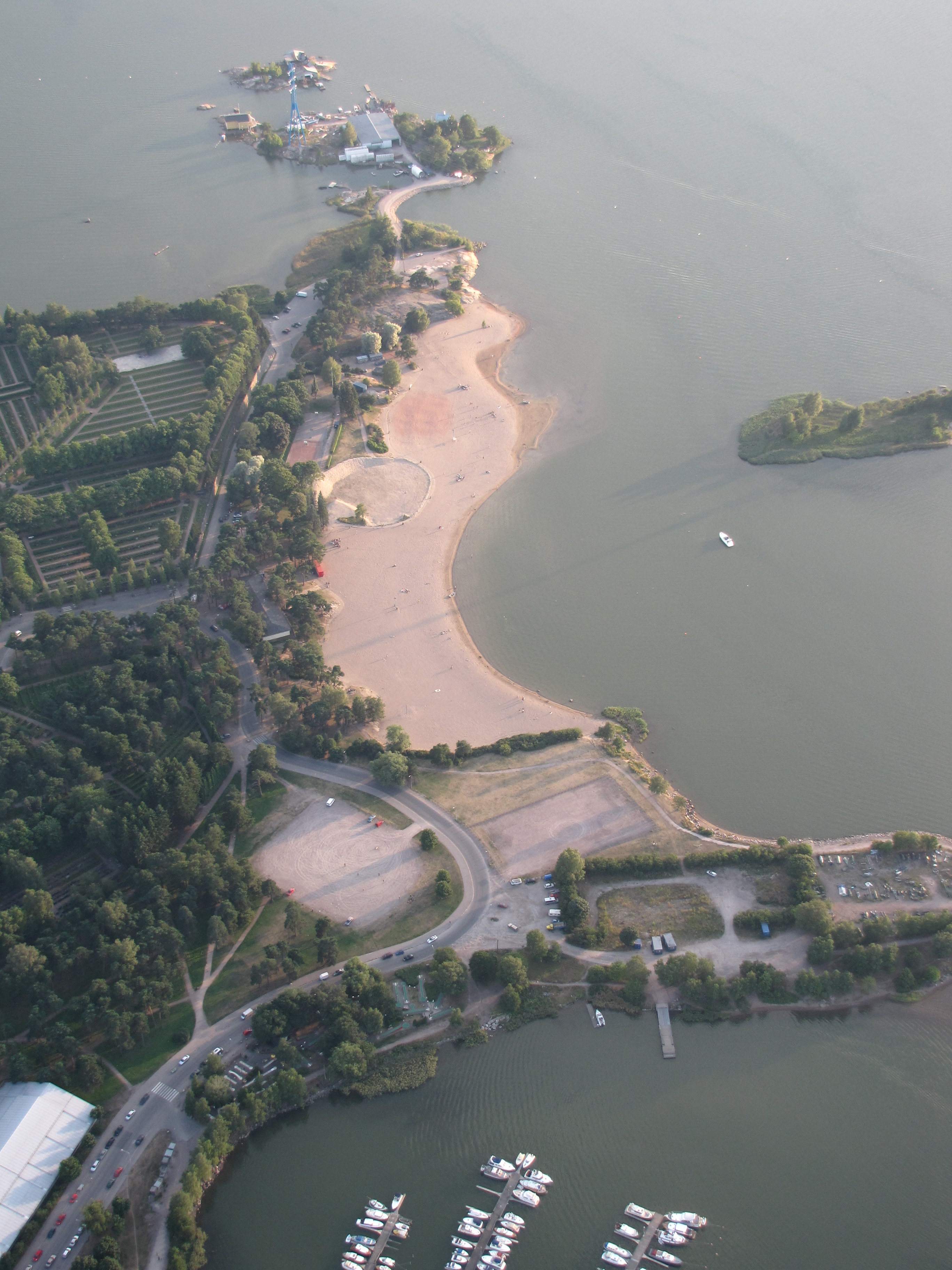
Sandudds badstrand, Sandstrand, 2010
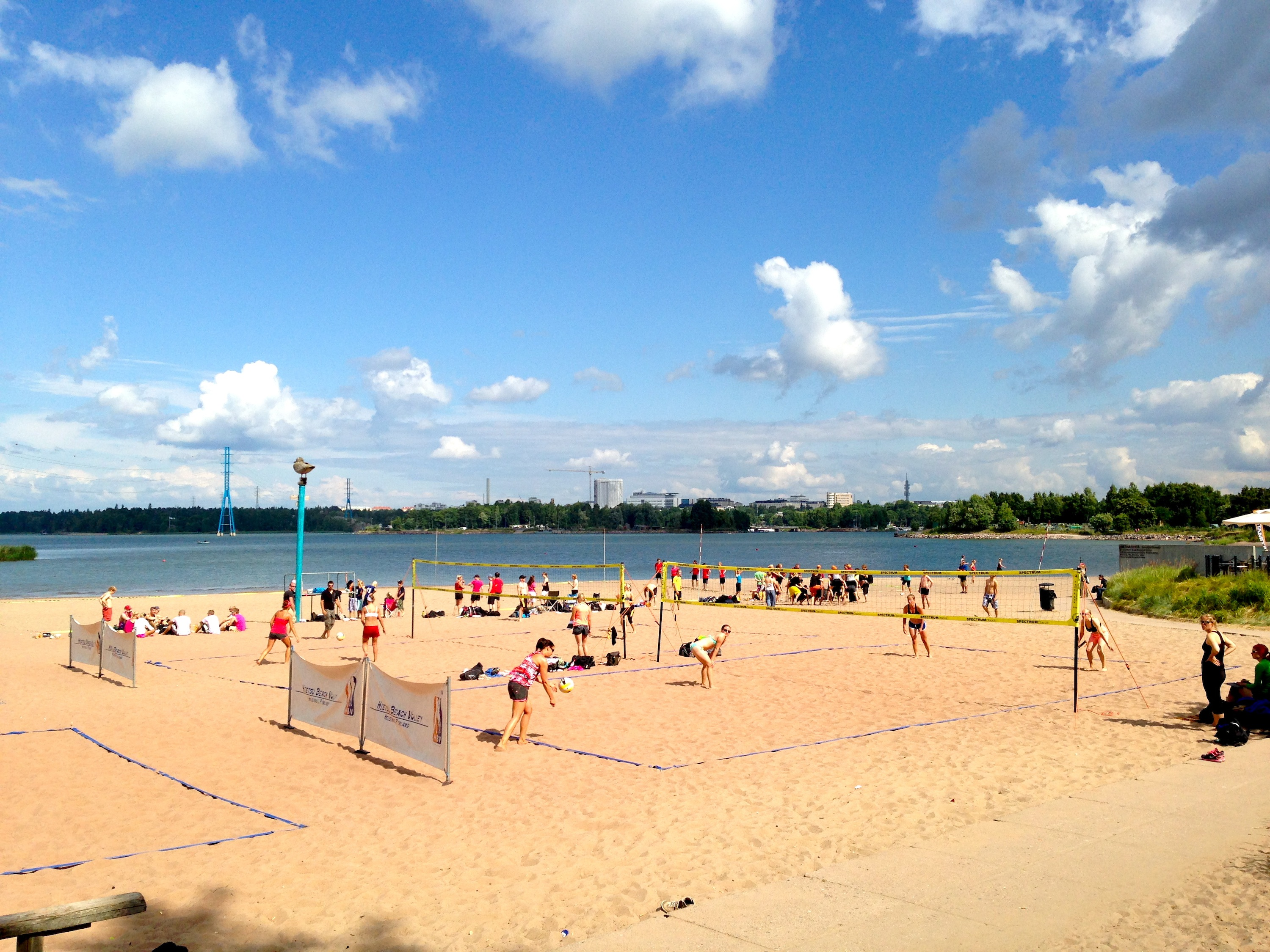
Beachvolleyball på Sandudds badstrand, 2013
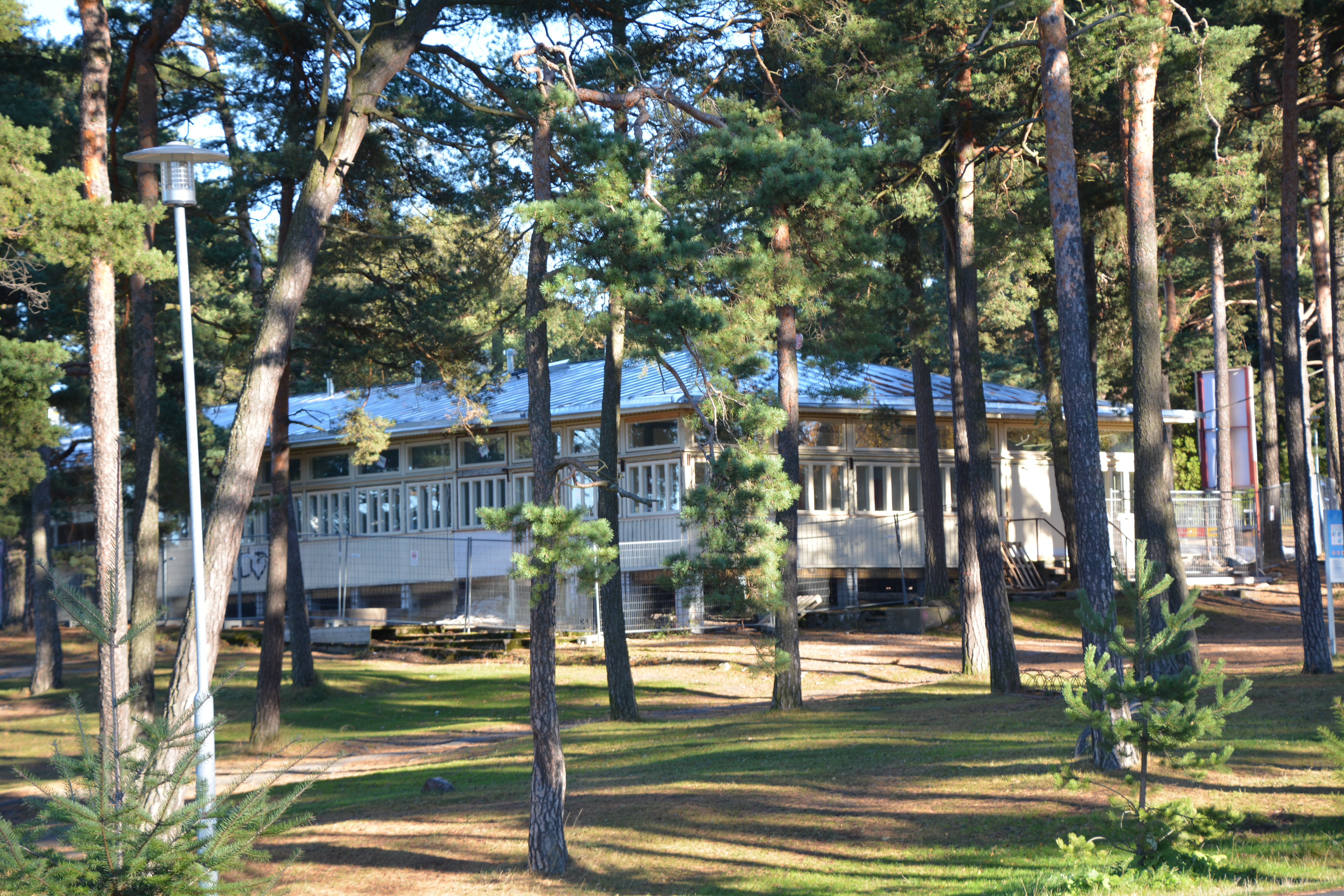
Sandudds kafépaviljong, 2015